# Средиполье
Средиполье (укр. Середпілля) — село, Градижская поселковая община, Кременчугский район, Полтавская область, Украина.
Код КОАТУУ — 5320655404. Население по переписи 2001 года составляло 187 человек.

## Географическое положение
Село Средиполье находится в 7-и км от левого берега Кременчугского водохранилища (Днепр),
в 2-х км от села Лозки и в 4,5 м от пгт Градижск.

## Экономика
- Молочно-товарная ферма.